# Perda auditiva em profissionais da música

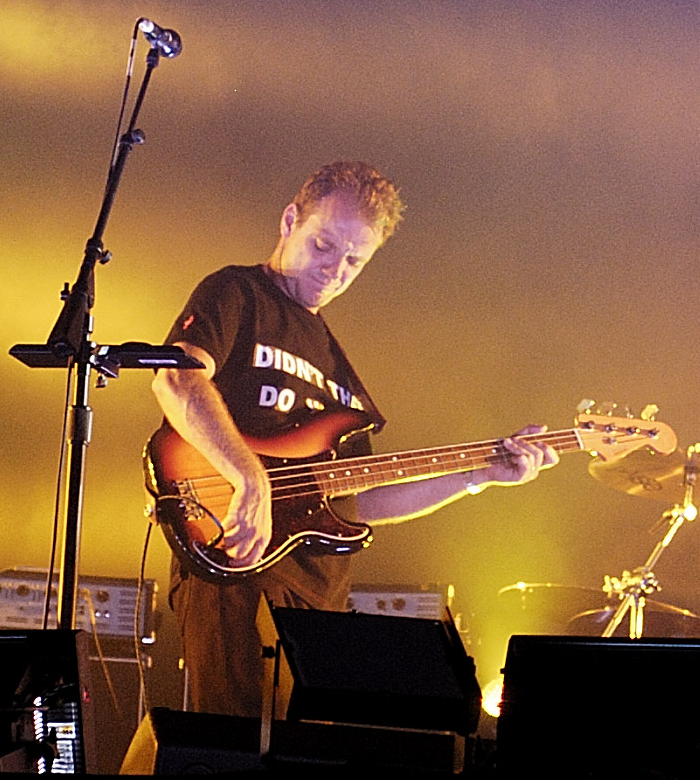
Guy Pratt, baixista da banda Pink Floyd e de David Gilmour

A perda auditiva em profissionais da música ou riscos auditivos em músicos está relacionada a exposição a níveis de pressão sonora elevados, que estão presentes tanto nos ensaios individuais e coletivos, quanto nas apresentações. Podem acarretarprejuízos ocupacionais e devido a exposição prolongada à música com níveis de pressão sonora elevados, problemas auditivos e não auditivos como dores de cabeça, surdez temporária, fadiga auditiva, impactando a qualidade de vida do músico.
A música é a organização de sons com a intenção de ser ouvida, sendo dividida em melodia, ritmo e harmonia. A música também possui propriedades importantes como duração, intensidade, altura e timbre para defini-la. Ela é responsável por estimular diversas áreas do cérebro, estando fortemente associada como parte importante da expressão das emoções e pensamentos do ser humano. Ela está presente no dia a dia das pessoas; é importante no aspecto cultural e da preservação da herança, além do aspecto cognitivo que permite explorar a expressão e a imaginação. Por isso, recomenda-se a estimulação musical em todos os níveis de educação. Por ser reconhecida como um som agradável, que remete a fatos e/ou acontecimentos importantes e proporciona diversos benefícios à saúde e bem estar, geralmente não é reconhecida como uma ameaça à saúde auditiva. Além disso, ouvir e produzir música é uma experiência perceptual que envolve as vias auditivas periféricas e centrais, que se ocupam da percepção dos elementos da música, por meio da análise melódica e temporal do repertório para alcançar a percepção musical.
A fisiologia da execução musical envolve os movimentos do corpo e a técnica de execução de um determinado instrumento. Ao mesmo tempo as informações são captadas sensorialmente por receptores táteis, visuais, auditivos e proprioceptivos, que são analisados. A percepção auditiva é influenciada por fatores afetivos e culturais e é determinada para regular a afinação individual em relação ao envolvimento com o restante do grupo. Também auxilia estabelecendo trajetórias sonoras que são memorizadas e que informam a reentrada em um compasso.  No entanto, a exposição sistemática a elevados níveis de pressão sonora (mesmo sendo a música) podem ocasionar danos auditivos como a Perda Auditiva Induzida por Ruído (PAIR).

## Fisiologia da audição
Um estímulo acústico é transmitido de uma fonte sonora e é localizado e captado pelo pavilhão auricular, conduzido pelo meato acústico externo, chegando até a membrana timpânica (tímpano) fazendo com que ela vibre. A partir dessa vibração toda a cadeia ossicular se movimenta. Os ossículos da orelha média (martelo, bigorna e estribo) transferem a energia mecânica para a cóclea por meio da movimentação do estribo contra a janela oval (na cóclea). Esta movimentação desloca os fluidos perilinfa e endolinfa (presentes dentro da cóclea) causando o movimento das células ciliadas (sensoriais) e enviando um sinal elétrico do nervo auditivo (VIII par craniano - vestibulococlear) para o sistema auditivo central. É nessa parte que o som é analisado e interpretado.

A membrana timpânica é extremamente sensível, respondendo a qualquer variação de pressão nas ondas sonoras. Diferentes grupos de células ciliadas respondem a diferentes frequências. As células na base da cóclea estão relacionadas aos sons de alta frequência, enquanto as células no ápice da cóclea, estão relacionadas aos sons de baixa frequência.

Anatomia da orelha humana
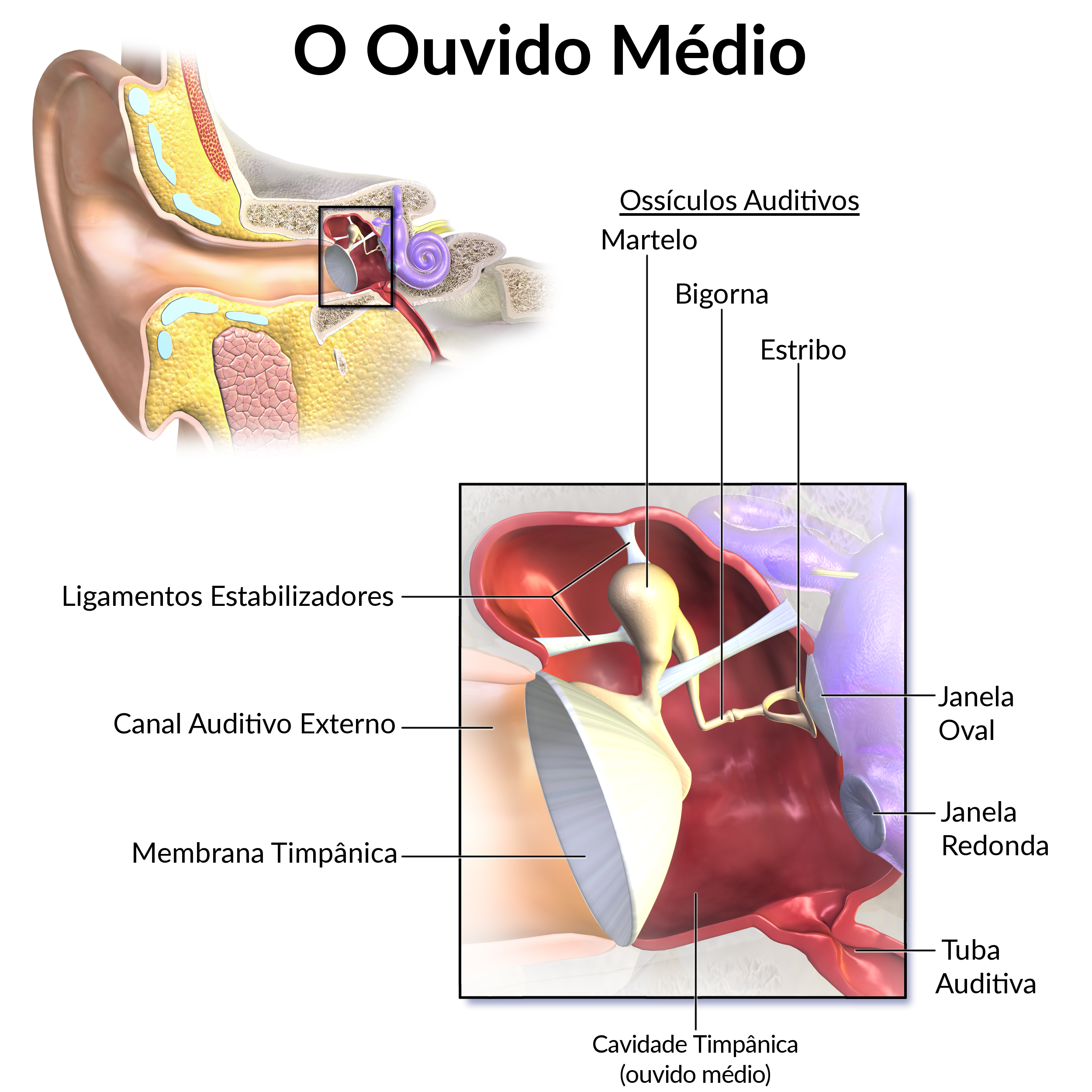
Anatomia da orelha média
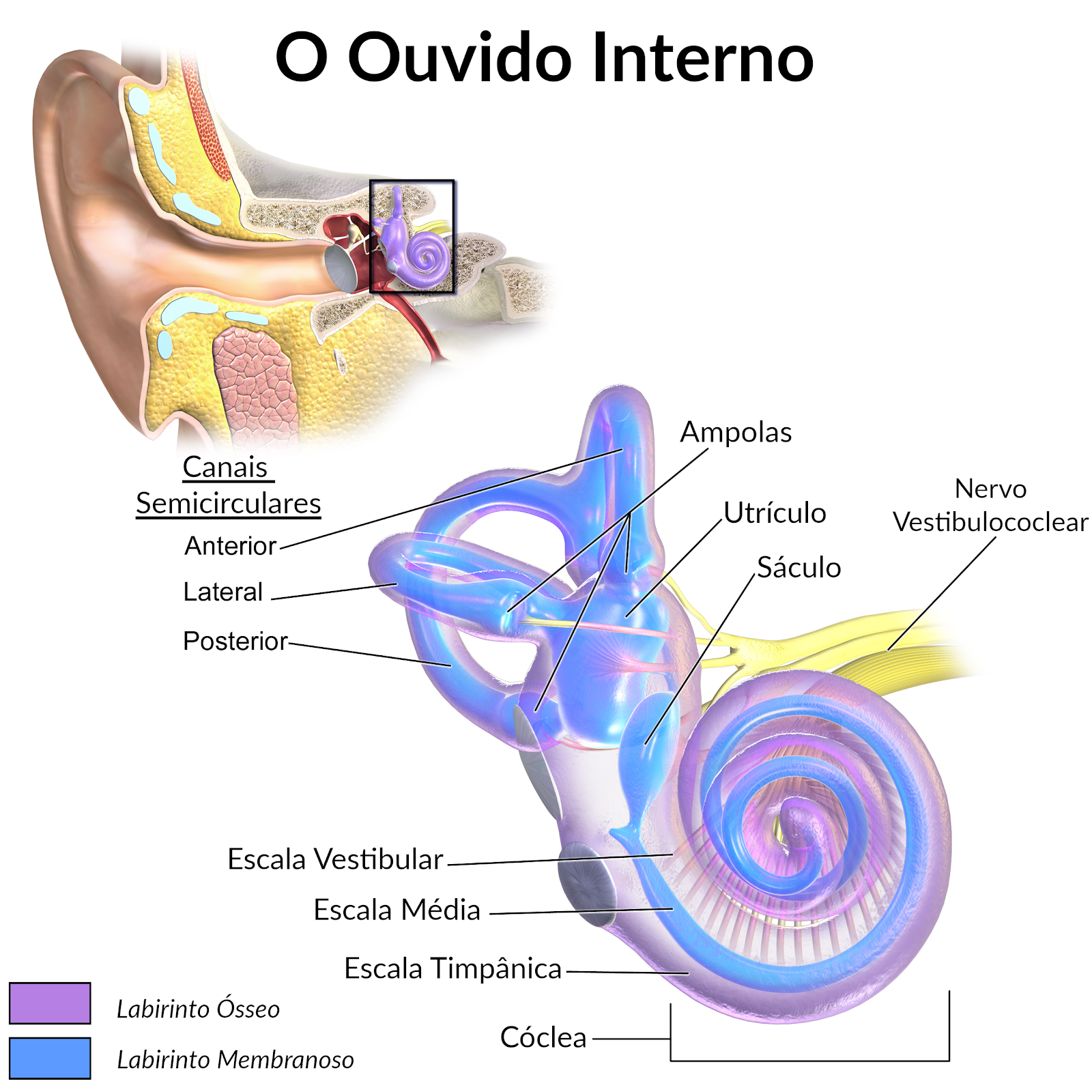
Anatomia da orelha interna

## Efeitos na audição: auditivos e não auditivos
O tempo de exposição e a intensidade são dois fatores relacionados com a perda auditiva e sintomas não auditivos. A exposição à música amplificada (elevados níveis de pressão sonora) gera diversos sintomas.

### Sintomas auditivos[14]
- Fadiga auditiva;
- Mudança temporária do limiar auditivo;
- Alterações na percepção do som;
- Redução da seletividade de frequência sonora;
- Zumbido;[15]
- Hiperacusia;[16]
- Distorção ou diplacusia;
- Sensação de ouvido tapado e/ou plenitude auricular;
- Perda auditiva induzida por ruído.

### Sintomas não auditivos[8]
- Estresse;
- Cefaleia;
- Irritação;
- Tontura;
- Perturbação do sono;
- Redução da capacidade de concentração;
- Distúrbios gástricos;
- Distúrbios musculares;
- Alterações no aparelho cardiológico;[17]
- Mudança de humor.

Conforme ocorre a evolução da perda auditiva, o indivíduo começa a presenciar dificuldades no seu dia a dia. Para exemplificar, segue abaixo uma correlação entre o grau da perda auditiva e dificuldades apresentadas:
| Perda auditiva | Dificuldades |
| Leve           | As dificuldades aparecem em situações onde há presença de ruído. O volume da televisão é um pouco mais elevado e apresenta problemas para falar ao telefone.                                                     |
| Moderada       | A dificuldade aparece em mais situações do dia a dia. O volume da televisão é mais elevado, apresenta bastante dificuldade para entender o que é falado ao telefone e em conversas, mesmo em locais silenciosos. |
| Severa         | A dificuldade é evidente. O volume da televisão é muito elevado e ainda assim não se entende o que é falado. Precisa que a outra pessoa grite para que entenda o que é falado no telefone e em conversas.        |
| Profunda       | A dificuldade é evidente. Em geral, não é possível escutar a televisão, ouvir sons ambientais, falar ao telefone e conversar sem o apoio visual.                                                                 |

A perda auditiva induzida por ruído ou por música ocorre devido a exposição prolongada a elevados níveis de pressão sonora que lesionam as células ciliadas ou causam danos à mielinização ou regiões sinápticas do nervo auditivo. Esses são dois mecanismos biológicos conhecidos de PAIR. Contudo, curtas exposições, como por exemplo, em concertos de rock, também podem causar alterações auditivas e não auditivas. A principal queixa referida entre os músicos após apresentações é o zumbido, podendo estar relacionado a um quadro de alteração temporária do limiar auditivo, mesmo que por curtos períodos de exposição à música amplificada.

### Perda auditiva induzida por ruído (PAIR)
A PAIR é tida como uma lesão irreversível e de progressão gradual (conforme as condições de exposição e não prevenção) inicialmente das células ciliadas externas presentes na membrana basilar do órgão de corti. Apresenta como característica principal um entalhe no gráfico da audiometria, indicando o início de comprometimento nas frequências agudas (3.000 Hz a 6.000 Hz). Dependendo do tipo, grau e configuração dessa perda auditiva os sintomas/dificuldades irão afetar a vida profissional e pessoal do músico. Indiferente do grau da perda auditiva, mesmo em casos leves (onde ocorre pouco comprometimento na comunicação), podem dificultar o reconhecimento de timbres e atrapalhar a afinação dos instrumentos. Assim como, têm como principais sintomas nos casos moderados à severos, desconforto auditivo (recrutamento) para sons fortes e dificuldade em detectar sons fracos, o que pode tornar o exercício da profissão músico uma experiência desconfortável auditivamente e dificultada.
Os músicos precisam especialmente de boas condições auditivas para não dificultar e/ou impedir o uso íntegro das habilidades auditivas. As alterações auditivas e não auditivas prejudicam não só o exercício profissional, mas também a qualidade de vida.

### Zumbido
Dentre as principais queixas auditivas observa-se que aproximadamente 55% dos músicos apresentam a prevalência de zumbido, sendo este um dos principais efeitos da exposição excessiva à música em intensidade elevada.
Num estudo de Laitinen, o zumbido temporário foi a queixa mais comum, relatada por 37% dos indivíduos, e o zumbido permanente foi relatado por 15% das mulheres e 18% dos homens.
Observa-se também que essa queixa audiológica tem prevalência em músicos de pop-rock e em músicos clássicos, por conta do tempo de exposição à  intensidade sonora é muito elevada.

## Legislação
No Brasil ainda não existe uma legislação específica voltada para os músicos, que determine o controle do nível de intensidade permissível ou seu controle, tanto em atividades de lazer quanto voltadas para as apresentações musicais.  É essencial a classificação em normas de segurança, o número de dias, horas de trabalho e níveis de pressão sonora permitidos, para protegê-los dos prejuízos gerados pela exposição a música em forte intensidade.
Para o meio industrial, o Ministério do Trabalho do Brasil, por meio da Norma Reguladora (NR 15) de 1978, estabelece os valores correspondentes ao limite diário de exposição ocupacional máximo que um indivíduo pode permanecer exposto. Segue abaixo alguns dos valores:
- 85 dB - 8 horas;
- 90 dB - 4 horas;
- 95 dB - 2 horas;
- 100 dB - 1 horas;
- 105 dB - 30 minutos;
- 110 dB - 15 minutos.

Essa legislação, porém, não se aplica para categorias profissionais como músicos, militares, dentistas, profissionais de educação física, entre outros, que apresentam em suas atividades, riscos para o desenvolvimento de alterações auditivas.
Para garantir uma execução instrumental adequada os músicos precisam fazer várias horas de estudo/ensaio individual e/ou coletivo. As alterações auditivas acontecem devido a exposição a intensidade sonora elevada por longos períodos. Diversos fatores tornam a prática profissional dos músicos um risco à saúde auditiva, como a duração da exposição, a intensidade da música, a acústica do espaço onde ocorrem os ensaios, a localização do músico em relação às fontes sonoras, o instrumento musical que utiliza, a escolha do repertório e a repetição de passagens musicais. Outros fatores são considerados prejudiciais à saúde auditiva e, consequentemente, a qualidade de vida, como o ambiente de ensaio, o ambiente de apresentações e a frequência em que são realizadas.

## Níveis de pressão sonora em diferentes estilos musicais
A pressão sonora é definida como o valor quadrático médio da pressão produzida em um determinado ponto por intervalo de tempo, ocasionado por uma onda sonora. O nível de pressão sonora é uma medida utilizada para determinar o grau de potência de uma onda sonora. A unidade do sistema internacional de unidades de pressão sonora é o pascal (PA) e do nível de pressão sonora é decibel (dB).
A avaliação da exposição do nível de pressão sonora a música pode ser medida por meio do dosímetro e os resultados variam conforme o local da apresentação/ensaio, a música sendo tocada, a localização do microfone e o tempo da duração da medida.
Os instrumentos musicais executam fortes níveis de pressão sonora, intensidade e frequência, tornando-se um fator de risco à audição. Não é somente a categoria profissional de músicos que está sujeito a exposição ocupacional. Garçons, seguranças de shows, bartenders, educadores físicos em academias, entre outros profissionais também ocupam espaços onde há elevado nível de pressão sonora.
Existem várias fontes de exposição à música em que os indivíduos se encontram inseridos. Estudos foram feitos para obter o nível de pressão sonora que cada estilo musical apresenta. Segue no   quadro abaixo alguns desses valores e seus impactos na audição:
| Fonte de exposição                          | Nível de pressão sonora | Efeitos na audição                                                                                            |
| Orquestras sinfônicas                       | 79 a 110 dB (A)         | Perda auditiva, zumbido, diplacusia e hiperacusia                                                             |
| Banda de rock                               | 98,5 dB                 | Hipoacusia, hiperacusia, zumbido, diplacusia, hipersensibilidade, mudança temporária do limiar                |
| Frevo                                       | 117 dB (A)              | Perda auditiva, zumbido e tontura                                                                             |
| Trios elétricos                             | 109,4 dB (A)            | Mudança temporária do limiar, plenitude auricular, zumbido, dor de cabeça e tontura                           |
| Maracatu                                    | 119 dB (A)              | Perda auditiva, zumbido e tontura                                                                             |
| Bandas instrumentais                        | 90,1 a 105 dB (A)       | Zumbido, desconforto com sons, perda auditiva, intolerância a sons, hiperacusia e tontura                     |
| Steelpan/Tambores de aço                    | Acima de 100 dB (A)     | Perda auditiva                                                                                                |
| Profissionais expostos à música amplificada | 73,9 a 100 dB (A)       | Perda auditiva, zumbido, sensação de perda auditiva, sensação de ouvido tapado e mudança temporária do limiar |

## Prevenção
A implementação de medidas de prevenção para a saúde auditiva de músicos, é recomendada pelo Ministério da Saúde ações preventivas como uso de protetores auditivos especiais de atenuação uniforme, tratamento de salas de ensaio e realização de acompanhamento audiológico por meio da audiometria tonal liminar e das emissões otoacústicas. Vale ressaltar que a educação e programas de conservação direcionados aos músicos também são essenciais para complementar as ações preventivas. O uso abusivo em duração, intensidade e frequência da exposição à música pode levar a distúrbios da função auditiva e provocar severas consequências na qualidade de vida.

### Educação em saúde
Um processo educativo dá a oportunidade aos indivíduos de se tornarem intermediários na promoção e proteção de sua saúde, sendo capazes de identificar os riscos que a afetam e, com isso, terem mais conhecimento para a tomada de decisões de suas vidas. Então, por meio da educação em saúde é possível estimular transformações na relação saúde e trabalho. Para isto, deve ser uma prática pedagógica bem estruturada aos determinados grupos. Assim, desenvolve-se nas pessoas suas capacidades de analisar, questionar, relacionar, criar e participar em seu ambiente de trabalho, introduzindo a importância das ações de prevenção, na busca de soluções e métodos para ações coletivas.
A prevenção e promoção da saúde são direcionadas para o comportamento e mudanças de estilo de vida, incluindo ações em saúde, englobando o ambiente familiar e o contexto cultural. Buscam também associar o tema da saúde com o das condições e qualidade de vida.
Recomendações como ajustes de risers ou o nível dos alto-falantes e o ajuste do esquema de uma banda ou orquestra são, por exemplo, medidas preventivas benéficas para a saúde auditiva. Mudanças no ambiente são importantes, mas nem sempre é possível realizá-las. Nos casos em que essas alterações não podem ser feitas, é essencial a proteção auditiva por meio do equipamento de proteção individual.

### Equipamento de proteção individual (EPI)
O principal EPI voltado para os músicos são os protetores auditivos. Eles reduzem os riscos existentes no ambiente e previnem possíveis doenças ocupacionais, como a PAIR. Os protetores auriculares são eficazes quando são utilizados de forma correta. Existem diversos modelos, de diferentes materiais e funções específicas.
Para  a profissão de músicos há também vários tipos de protetores auditivos. Os músicos podem optar por usar os protetores pré-formados, personalizados, monitores intra-auriculares personalizados, de espuma ou dependentes de nível. Para escolher o correto é preciso analisar o tipo de música, quais são os instrumentos utilizados e o número de artistas.
A PAIR e seus efeitos no organismo podem ser evitados por meio de medidas preventivas e é de extrema importância o uso de EPIs como também a educação e programas de conservação auditiva para a população de músicos. Através deles é possível aprender e incorporar no dia a dia de cada indivíduo meios de reduzir a exposição (ocupacional e recreativa) a sons fortes e expandir a conscientização sobre os riscos e os impactos na qualidade de vida que são gerados com a perda auditiva.

#### Tipos de protetores auditivos
- Protetores auditivos específicos para os músicos conhecidos também por Hi-Fi (highest-fidelity) alta fidelidade, conseguem manter a qualidade original da música, mas com menor nível sonoro. Os Hi-Fi possuem a característica de atenuação uniforme em todas as frequências (tons), ou seja, não atenua mais as frequências altas em relação às médias e baixas (como acontece com os protetores comuns). Geralmente conseguem fazer isso colocando um pequeno diafragma para reduzir baixas frequências, juntamente com material absorvente ou de amortecimento para altas frequências. Esses protetores auriculares garantem a proteção para ruídos de até aproximadamente 105 dB.[21]
- Protetores auditivos personalizados é uma opção com custo mais alto, porque são feitos sob medida para o indivíduo. Proporcionam proteção muito melhor contra níveis muito fortes de ruídos, garantem a atenuação mais plana e com maior eficácia de isolamento (se encaixam firmemente nas orelhas). São feitos de silicone ou materiais de vinil e possuem uma abertura e uma variedade de filtros que alteram a quantidade de atenuação fornecida. A vantagem desse protetor é o ajuste que o músico pode fazer, de acordo com a música que está tocando, para melhorar a proteção auditiva. Nos casos de filtros comuns a atenuação varia de 9 dB, 15 dB e 25 dB.[34]
- Monitores intra-auriculares são fones de ouvido que também servem como protetores auditivos, atenuando o som ao redor. Para que sua utilização proteja a audição é necessário usar junto o protetor auricular personalizado. Nos intra-auriculares a quantidade de proteção fornecida pelo monitor depende do nível de audição que o músico escolhe. Por causa disso, se o músico coloca o monitor em um nível alto, o monitor pode atenuar o som circundante enquanto ainda fornece um nível de som potencialmente prejudicial diretamente ao ouvido do músico e, portanto, não se encaixa a função de proteção.[34] A recomendação para o uso do mesmo, é que não ultrapasse o nível aceitável de 85dB (decibel). Outra recomendação é que os profissionais que o utilizam, realizem exames audiológicos frequentemente para assim acompanhar qualquer alteração.[36]
- Espuma e dependentes do nível não são por definição protetores auditivos para músico. Esses tipos de plugue não fornecem a atenuação plana que é característica do plugue de um músico, mas pode ser útil para alguns músicos, como percussão.[34]

Os músicos têm a possibilidade de escolher entre vários tipos diferentes de proteção auditiva, desde plugues auditivos comuns até proteção auditiva personalizada ou de alta fidelidade. Apesar disso, o uso de proteção auditiva entre músicos é baixo por vários motivos.
É comum os músicos não aderirem a proteção auditiva pois relatam que os dispositivos são desconfortáveis, incluindo o desejo de conversar, a falta de preocupação sobre a importância e até mesmo a pressão social contra o uso de proteção também apontam que os EPIs podem distorcer a forma como a música soa ou a deixa muito baixa para que ouçam sinais importantes.
Pesquisas sugerem que a implementação de programas de educação e de prevenção podem ser benéficos para os músicos, bem como trabalhar com profissionais de saúde auditiva para ajudar a resolver os problemas específicos que enfrentam. Como no Brasil ainda não existe uma legislação e nem programas de conservação auditiva específicos para a categoria profissional de músicos é fundamental a criação de ambos pois a perda da audição é irreversível e pode influenciar no desempenho do músico e no seu bem estar.

## Tratamento
Ainda não existe um tratamento específico para PAIR. Quando as células ciliadas são lesionadas, por conta da exposição prolongada a elevados níveis de pressão sonora, elas não são regeneradas, tornando essa perda auditiva irreversível. É recomendado realizar frequentemente o acompanhamento da progressão da perda auditiva por avaliações audiológicas. Em casos da ocorrência de uma perda auditiva importante, é possível usar aparelhos auditivos para diminuir os danos e amplificar os estímulos sonoros. Também há a possibilidade de realizar tratamentos terapêuticos a fim de adaptar o novo usuário ao aparelho auditivo mais indicado para o seu tipo de perda auditiva, proporcionando assim uma melhor qualidade de escuta e diminuindo os possíveis desconfortos causados pela inadaptação do novo aparelho auditivo.